# S'ang
S'ang es uno de los once distritos que forman la provincia camboyana de Kandal, con una población estimada en marzo de 2008 de 195 445 habitantes. Está dividido en las siguientes  comunas (khum), que se muestran asimismo con población estimada de 2008:
- Kaoh Anlong Chen 5,282
- Kaoh Khael 9,273
- Kaoh Khsach Tonlea 5,707
- Khpob 11,372
- Krang Yov 15,209
- Prasat 5,694
- Preaek Ambel 20,737
- Preaek Koy 14,241
- Roka Khpos 12,180
- S'ang Phnum 13,371
- Setbou 9,181
- Svay Prateal 14,531
- Svay Rolum 18,047
- Ta Lon 12,822
- Traeuy Sla 18,013
- Tuek Vil 9,785[1]